# وندینس
وندینس (به فرانسوی: Vandeins) یک کمون در فرانسه است که در Canton of Viriat واقع شده‌است.

## خصوصیات
وندینس ۹٫۴ کیلومترمربع مساحت و ۶۰۰ نفر جمعیت دارد و ۲۳۰ متر بالاتر از سطح دریا واقع شده‌است.